# Orde van Milos de Grote
De Orde van Milos de Grote (Servisch: Орден Кнеза Милоша, Orden Kneza Miloša) werd in 1898 ingesteld door Alexander Obrenović (Servisch: Александар Обреновић, Aleksandar Obrenovitsj). Obrenović was van 1889 tot 1903 koning van Servië en de laatste koning van de Obrenović dynastie.
De orde was naar Miloš Obrenović, de eerste Servische heerser na de Turkse overheersing genoemd.
Na 1903 werd de orde niet meer toegekend, er zijn 225 verleningen in alle drie de klassen bekend.
In 1903 kwam het met de Obrenović rivaliserende Huis Karađorđević aan de macht, de machtsovername van Peter I Karađorđević betekende het einde van de Orde van Milos de Grote en door hem gestichte dynastie die door de Karađorđević werd gehaat omdat Milos zijn rivaal Karađorđe in 1817 liet vermoorden en diens afgehakte hoofd naar de Sultan in Constantinopel liet sturen.
Jarenlang was de Orde van de Witte Adelaar de voornaamste onderscheiding van Servië maar in 1898 werd in het protocol vastgelegd dat de Orde van Milos de Grote voorrang kreeg boven de Orde van de Witte Adelaar. De Orde van de Ster van Karageorge nam in 1903 de positie van de Orde van Milos de Grote over.

## De drie graden
De onderscheidingen zijn van hoog naar laag:
- Eerste Klasse: de grootkruisen droegen het ordeteken aan een grootlint over de rechterschouder en een ster op de linkerborst.
- Tweede Klasse: de grootofficieren droegen het ordeteken aan een lint om de hals en een ster op de rechterborst.
- Derde Klasse: de commandeurs droegen het ordeteken aan een lint om de hals.

## De versierselen
Het kleinood of ordeteken van de drie graden is uitgevoerd in verguld zilver en kan als een zuiver voorbeeld van art nouveau of jugendstil worden beschouwd. De vloeiende lijnen herinneren eerder aan een paasei van Fabergé dan aan een ridderorde. De twaalfpuntige en langwerpige ster is gemaakt van alternerend ronde en gefaceteerde stralen. Het medaillon in het midden is in emailleverf geschilderd en in de oven gebrand. De blauwe ring om het medaillon draagt niet alleen een lauwerkrans en een monogram van Milos maar ook een witte plaat met in het cyrillische schrift de opschrift "Milos 1815" maar ook een zeer plastisch uitgevoerde witgeëmailleerde gouden adelaar met het Servische wapenschild.
Boven al deze versieringen is een archaïsch vormgegeven kroon geplaatst. Kroon en kleinood zijn met kleine halfedelsteentjes, stukjes gekleurd glas en pareltjes bezet.
Ster en kleinood zijn, afgezien van de ring waaraan een kleinood gedragen werd en de pin waarmee een ster werd vastgezet, gelijk.
Er zijn verschillende juweliers bekend die Servische kleinoden en sterren hebben vervaardigd. In Parijs, Zwitserland, Sint Petersburg, Wenen en Belgrado werden de veel verleende onderscheidingen voor de Servische regering en voor particulieren die een tweede set onderscheidingen wilden bezitten vervaardigd.
De orde werd ook als miniatuur aan een klein lint of aan kettinkje op de revers van een rokkostuum gedragen.
Het lint was hemelsblauw.